# Salomé (discípula)
Salomé (em hebraico: שלומית; romaniz.: Shlomiẗ) foi uma seguidora de Jesus citada brevemente nos evangelhos canônicos e que aparece nos apócrifos do Novo Testamento. Ela é por vezes identificada como sendo a esposa de Zebedeu e mãe de Tiago e João, dois dos apóstolos de Jesus. Em outras tradições, ela é a irmã de Maria e tia de Jesus. É conhecida na tradição católica como Maria Salomé, uma das "Três Marias".

## Nome
"Salomé" pode ser uma forma helenizada de um nome hebreu como "Shulamit", "Shulamith", "Shlomtsion" ou "Shlomzion". Seu nome na Bíblia hebraica é "שלומית" ("Shlomiẗ") e deriva da raiz "שָׁלוֹם" ("shalom" - "paz").

## Salomé nos evangelhos canônicos

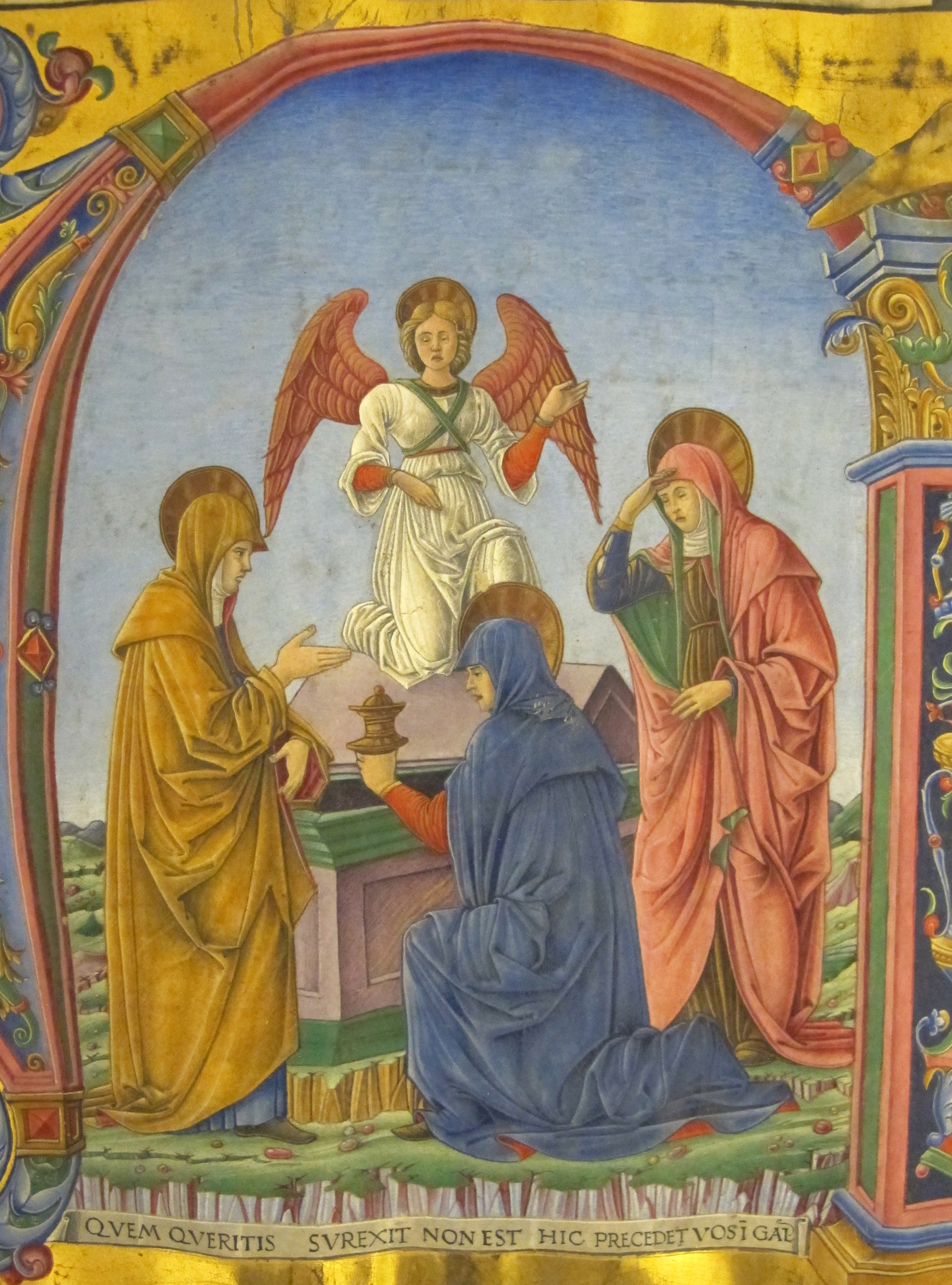
Salomé, Maria Madalena e Maria de Cléofas recebem o anúncio da ressurreição

Em Marcos 15, Salomé e nomeada como uma das mulheres presentes na crucificação: «Estavam ali também algumas mulheres observando de longe, entre elas, Maria Madalena, Maria, mãe de Tiago, o Menor, e de José, e Salomé.» (Marcos 15:40). A passagem similar em Mateus 27 é a seguinte: «...entre elas se achavam Maria Madalena, Maria, mãe de Tiago e de José, e a mulher de Zebedeu.» (Mateus 27:56). Segundo a Enciclopédia Católica, é possível concluir que a Salomé de Marcos 15:40 é provavelmente a mesma pessoa que a "mulher de Zebedeu" em Mateus, mencionada também em Mateus 20:20 implorando a Jesus que deixe que seus filhos sentem ao lado d'Ele no Paraíso.
Em João 19, três ou quatro mulheres são mencionadas na crucificação: «Assim, pois, fizeram os soldados. Perto da cruz de Jesus estavam sua mãe, e a irmã de sua mãe, Maria, mulher de Cléopas, e Maria Madalena.» (João 19:25). Uma interpretação muito comum identifica Salomé como sendo a "irmã de sua mãe". Interpretações tradicionais associam Maria de Cléopas (a terceira) como sendo a mãe de Tiago, filho de Alfeu ("Tiago, o Menor" - a terceira mulher no relato de Mateus).
Em Marcos, Salomé está entre as mulheres que foram até o túmulo de Jesus para embalsamar seu corpo com ervas aromáticas: «Passado o sábado, Maria Madalena, Maria, mãe de Tiago, e Salomé compraram aromas para ir embalsamá-lo.» (Marcos 16:1). Elas descobriram o túmulo vazio e um jovem vestido de branco contou-lhes que Jesus havia ressuscitado, pedindo-lhes que informassem aos discípulos que Jesus iria encontrá-los na Galileia. Em Mateus 28, duas mulheres aparecem na passagem equivalente: «...Maria Madalena e a outra Maria foram ver o sepulcro.» (Mateus 28:1), esta última identificada como sendo a mesma de Mateus 27, ou seja, "Maria, mãe de Tiago, o Menor, e José" (Maria de Cléopas).
É importante notar que os evangelhos jamais identificam Salomé como sendo uma discípula ("mathētēs") e, por isso, os principais escritores cristãos geralmente descrevem-na como sendo uma "seguidora" de Jesus, um termo que aparece em Marcos 15 (Marcos 15:41).

## Salomé nos apócrifos

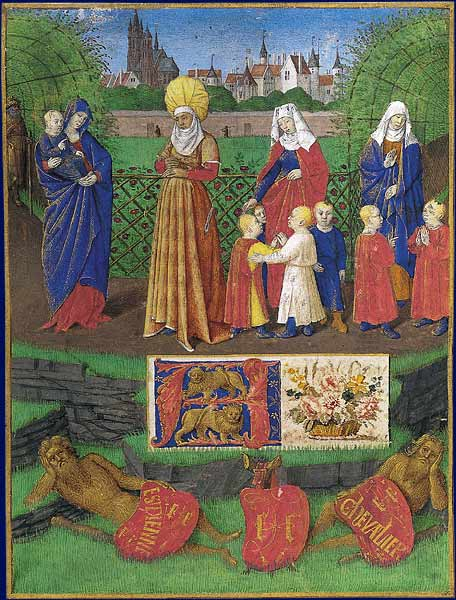
Ana com suas filhas Maria, Maria de Cléofas e Maria Salomé (c. 1478) por Jean Fouquet - A tradição do parentesco de Salomé com a mãe de Jesus foi incentivada em obras medievais como a Legenda Áurea

O Evangelho de Tomé, um dos manuscritos da Biblioteca de Nag Hammadi, menciona duas mulheres entre os discípulos de Jesus, Salomé e Maria Madalena, esta geralmente chamada simplesmente de "Maria".
O controverso "Evangelho Secreto de Marcos", citado na "Carta de Mar Saba", atribuída pelos seus editores modernos a Clemente de Alexandria, contém uma outra citação a Salomé que não aparece na versão canônica do Marcos (em Marcos 10:46). Clemente cita a passagem da seguinte forma: "Então ele chegou a Jericó. E a irmã do jovem que Jesus amava estava lá com sua mãe e Salomé, mas Jesus não os recebeu." Estas linhas completam uma bem-conhecida lacuna no texto de Marcos atualmente conhecido.
No antigo — e apócrifo — "Evangelho Grego dos Egípcios (início do século II), Salomé aparece novamente como discípula de Jesus. Ela pergunta-lhe qual seria a duração do domínio da morte e Jesus respondeu que seria "Pelo tempo que as mulheres derem a luz, pois eu vim para acabar com as obras das mulheres". A resposta de Salomé foi: "Então fiz bem em não dar a luz". Aparentemente, havia uma tradição muito antiga de que Salomé, a seguidora de Jesus, não tinha filhos e, possivelmente, era solteira.
No Evangelho de Tomé (v. 61) há uma referência a Jesus se reclinando num sofá e comendo da mesa de Salomé, que ter-lhe-ia perguntado: "Quem és tu, ó homem? Como que saído de um só? Tu que usavas a minha cama e comias à minha mesa?" A resposta de Jesus foi: "Eu vim daquele que é todo um em si; isto me foi dado por meu Pai." Salomé então afirmou que era discípula dele, ao que respondeu Jesus: "Quando o discípulo é vácuo, será repleto de luz; mas quando é dividido, ele será repleto de trevas."
Um grego do século II, Celso, escreveu um "Discurso da Verdade" atacando as seitas cristãs como uma ameaça ao estado romano. Ele descreveu uma variedade de seitas da época (c. 178). Seu tratado se perdeu, mas citações foram preservadas no ataque escrito pouco depois por Orígenes, "Contra Celso": "Enquanto alguns dos cristãos proclamam seguir o mesmo Deus dos judeus, outros insistem que há outro deus mais alto que o deus-criador e se opõem a este. E alguns cristãos defendem que o Filho veio deste deus mais alto. Outros admitem ainda um terceiro deus — os, diga-se, chamados "gnósticos" — e mais outros que, apesar de se declararem cristãos, querem viver de acordo com as leis dos judeus. Eu poderia mencionar ainda os que se declaram "simonianos", uma referência a Simão, o Mago, e os que se declaram "helenianos" por causa de sua consorte, Helena. Há ainda seitas cristãs batizadas em homenagem a Marcelina, cristãos carpocracianos que traçam sua linhagem até Salomé, alguns que seguem Mariamne, outros que seguem Marta e ainda outros que se declaram "marcionitas" em referência ao seu líder, Marcião."
Nos primeiros textos cristãos, há ainda diversas outras referências a uma "Salomé". Ela aparece, por exemplo, no Protoevangelho de Tiago (cap. XVI):
| “ | E, saindo da gruta, veio ao seu encontro Salomé. Disse a parteira: "Salomé, Salomé! Preciso contar-lhe uma maravilha jamais vista: uma virgem deu à luz. Como sabes, isso é impossível para a natureza humana". Respondeu-lhe Salomé: "Pelo Senhor, meu Deus, não acreditarei enquanto não puder tocar os meus dedos em sua natureza para examinar-lhe". Então a parteira entrou [na caverna] e disse a Maria: "Prepara-te porque existe uma dúvida sobre ti entre nós". E Salomé pôs seu dedo na natureza [de Maria] e soltou um grande grito: "Ai de mim! Minha malícia e incredulidade são culpadas! Eis que minha mão foi carbonizada e desprendeu-se do meu corpo por tentar ao Deus vivo!" | ” |
|   | — Protoevangelho de Tiago (cap. XVI). |   |

Um outro apócrifo chamado "Livro da Ressurreição de Jesus Cristo", atribuído ao apóstolo Bartolomeu, também lista as mulheres que foram até o túmulo. Entre elas estavam: Maria Madalena, Maria, mãe de Tiago, que Jesus livrou das mãos de Satã; Maria, que ministrava para ele; Marta, sua irmã; Joana (talvez também Susana), que renunciou o leito marital, e "Salomé, que o tentou".

## Veneração

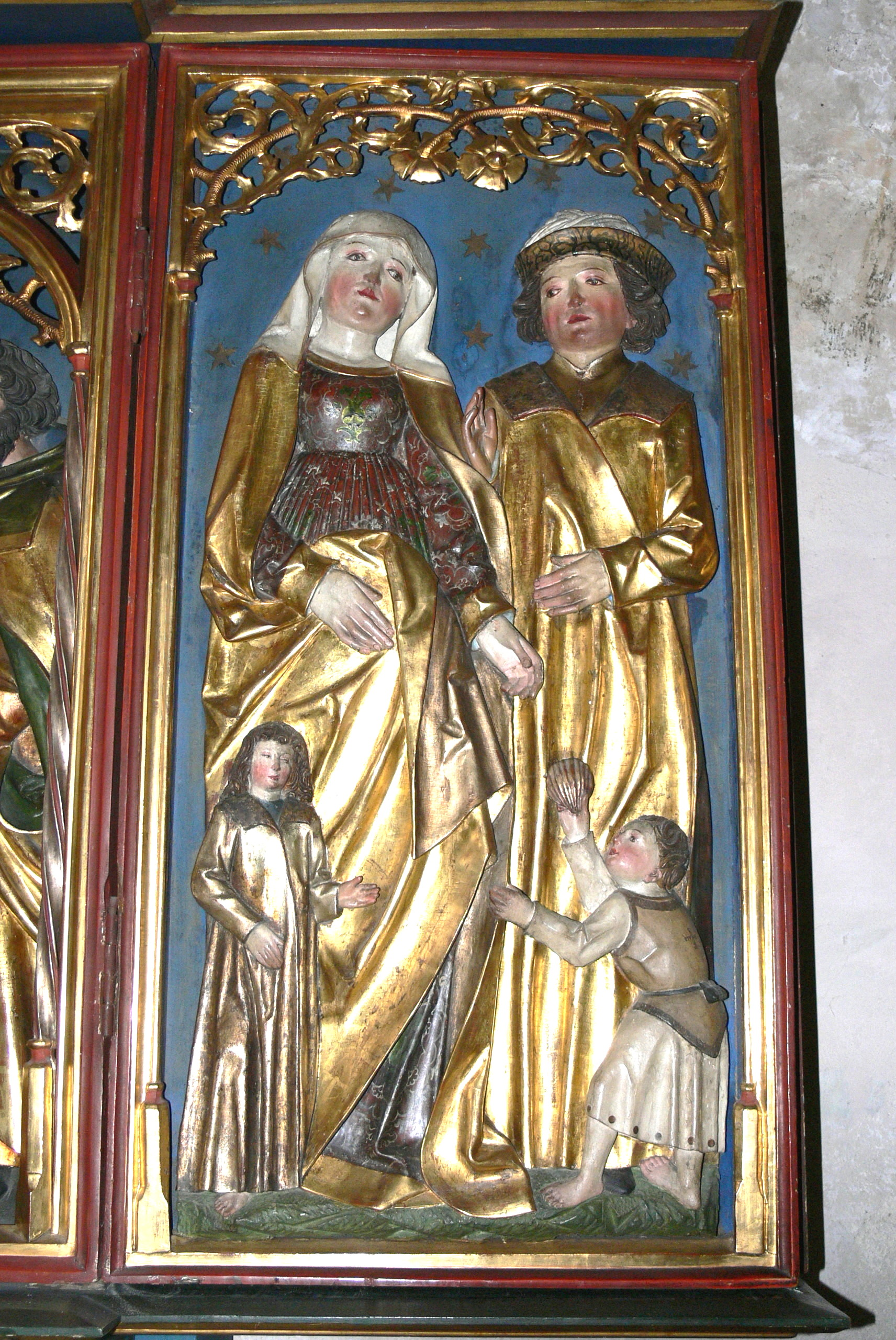
Salomé e Zebedeu com seus filhos João e Tiago (c. 1508), altar do Santo Parentesco da igreja de Langenzenn, Alemanha

Salomé é comemorada como santa pela Igreja Ortodoxa no terceiro domingo depois da Pascha ("Páscoa"). Sua festa no rito latino da Igreja Católica é no dia 22 de outubro.